# Ramón Valencio
Ramón Maximiliano Valencio Blanco (Montevideo; 27 de marzo de 1985) es un exfutbolista uruguayo.

## Trayectoria
Comenzó su carrera en la temporada 2008/09 en el club uruguayo Sud América. En la segunda mitad de la temporada (Clausura incluidos los play-offs de ascenso) marcó ocho goles en seis once partidos iniciales en Segunda División. La temporada siguiente se incorporó al Rampla Juniors, pero a principios de año regresó a su anterior club para la segunda mitad de la temporada. En esta segunda fase de su vinculación al club, solo anotó para Sud América en el partido de la 4ª temporada. En la segunda mitad de temporada ante Rentistas.
En la temporada 2010/11 formó parte de la plantilla del club Atenas de segunda división Departamento de Maldonado. Allí se destacó como un exitoso goleador y marcó once goles a lo largo de la temporada.
Desde finales de junio de 2011 hasta principios de agosto se registró un compromiso de corta duración con Rampla Juniors. Jugó la temporada 2011/12 en el club Central Español de segunda división. Allí marcó 17   o 18  goles, según las fuentes, convirtiéndose en máximo goleador de Segunda División y ascendiendo a Primera División con su club como campeón de Segunda División. 
El 23 de julio de 2012 se anunció su paso al Club Atlético Cerro. En el Apertura 2012 fue utilizado ocho veces en la Primera División. Estuvo en el once titular en tres ocasiones. 
A finales de 2012 se produjo el traspaso de Valencio a Argentina, al Club Patronato de la segunda división, completó la preparación para la segunda mitad de la temporada con el Rampla Juniors y también participó allí en algunos partidos amistosos. 
Luego jugó en el Clausura 2013 en el equipo de segunda división uruguaya Villa Teresa, con sede en el barrio montevideano Nuevo París, y fue utilizado allí al menos una vez. 
En la temporada 2013/14 disputó 13 partidos de segunda división con el Villa Teresa y marcó tres goles.
En la temporada 2014/15 juega en Deportivo Nueva Concepcíon de Guatemala y en la temporada siguiente en el Rosario FC del mismo país.
Su carrera deportiva terminaría en 2018 defendiendo la camiseta del Rocha Fútbol Club de Uruguay.

## Palmarés
- Campeón de segunda división (Uruguay): 2011/12
- Máximo goleador de Segunda División (Uruguay): 2011/12